# Saison 2012 des Tigers de Détroit
La saison 2012 des Tigers de Détroit est la 112e saison en Ligue majeure de baseball pour cette franchise.
Pour la première fois depuis les saisons 1934 et 1935, les Tigers remportent un deuxième championnat de division consécutifs, terminant premiers dans la section Centrale de la Ligue américaine. Ils sont champions de la Ligue américaine pour la première fois depuis 2006 mais perdent la Série mondiale 2012 contre les Giants de San Francisco.
En saison régulière, Miguel Cabrera des Tigers devient le premier frappeur en 45 ans à gagner la triple couronne, menant la Ligue américaine pour la moyenne au bâton, les circuits et les points produits.

## Contexte
Les Tigers remportent en 2011 quatorze victoires de plus que la saison précédente et passent d'un dossier victoires-défaites de 81-81 à une fiche de 95-67, remportant leur premier championnat de division depuis 1987. Détroit est le premier club de 2011 à s'assurer du titre de sa section, semant définitivement leurs poursuivants de la division Centrale dès le 16 septembre et s'assurant d'une première qualification en séries éliminatoires depuis 2006. Justin Verlander, auteur en mai de son deuxième match sans point ni coup sûr en carrière, connaît l'une des meilleures saisons de l'histoire récente pour un lanceur et devient l'un des rares artilleurs à remporter à la fois le trophée Cy Young et le titre de joueur par excellence de la saison. Son coéquipier Miguel Cabrera remporte quant à lui le championnat des frappeurs de la Ligue américaine. En éliminatoires, les Tigers disposent des Yankees de New York en Série de divisions avant de s'avouer vaincus en Série de championnat contre les Rangers du Texas.

## Intersaison

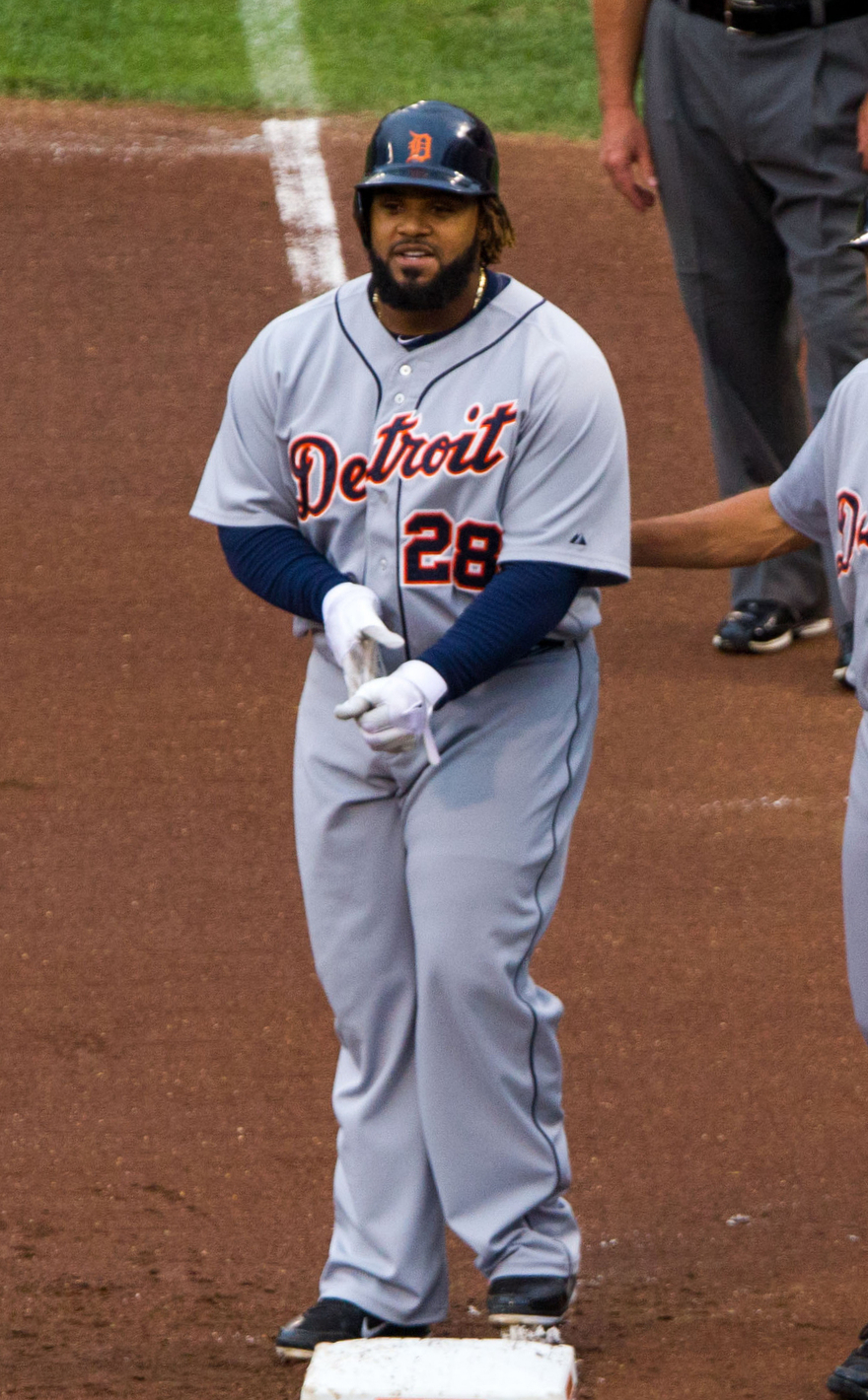
Prince Fielder, nouveau venu en 2012 chez les Tigers.

Le 26 janvier 2012, Détroit met sous contrat l'une des vedettes du baseball majeur, Prince Fielder, qui quitte les Brewers de Milwaukee pour accepter un contrat de 9 saisons et 214 millions de dollars avec les Tigers. Agent libre depuis la conclusion de la saison 2011, Prince Fielder était le joueur le plus convoité par les clubs du baseball majeur depuis l'annonce de l'entente entre la superstar Albert Pujols et les Angels de Los Angeles et avait alimenté de nombreuses rumeurs, mais les Tigers n'en avaient pas fait partie. L'annonce de la venue de Fielder à Détroit survient alors que le club vient de perdre son frappeur désigné Víctor Martínez, blessé au genou gauche, pour toute l'année 2012.
Outre ce coup d'éclat, les Tigers se contentent de mouvements de personnel mineurs durant la saison morte. Le 19 novembre, le receveur réserviste Gerald Laird, agent libre après la conquête de la Série mondiale 2011 avec les Cardinals de Saint-Louis, rejoint Détroit. Le 30 novembre, le joueur de champ intérieur Ramón Santiago, avec l'équipe depuis de nombreuses années, obtient une prolongation de contrat de deux saisons. Le 9 décembre, le vétéran releveur Octavio Dotel, lui aussi vainqueur de la Série mondiale 2011 avec Saint-Louis, accepte un contrat d'un an offert par les Tigers, qui deviennent la 13e formation dont il endosse l'uniforme depuis le début de sa carrière en MLB. Le même jour, le lanceur droitier Collin Balester est acquis des Nationals de Washington en retour d'un autre lanceur droitier, Ryan Perry.
Le joueur d'utilité Eric Patterson signe un contrat des ligues mineures avec les Tigers.
Le joueur de troisième but Wilson Betemit, acquis par transaction en juillet 2011, n'est pas de retour à Détroit et signe avec Baltimore. Fréquemment blessé au cours des dernières saisons passées à Détroit, le joueur d'avant-champ Carlos Guillén quitte les Tigers pour les Mariners de Seattle mais annonce finalement sa retraite.

## Calendrier pré-saison
L'entraînement de printemps des Tigers s'ouvre en février et le calendrier de matchs préparatoires précédant la saison s'étend du 2 mars au 4 avril 2012.

## Saison régulière
La saison régulière des Tigers se déroule du 5 avril au 3 octobre 2012 et prévoit 162 parties. Elle débute à domicile au Comerica Park de Détroit avec la visite des Red Sox de Boston.

### Avril
- 26 avril : Les Tigers libèrent Brandon Inge, qui en était à sa 12e saison avec l'équipe[15].
- 27 avril : Delmon Young est arrêté à New York et accusé de crime haineux après une altercation qui serait survenue à l'extérieur d'un hôtel[16].

### Mai
- 18 mai : Justin Verlander rate par seulement deux retraits ce qui aurait été le troisième match sans point ni coup sûr de sa carrière[17].

### Juillet
- 22 juillet : Dans un match contre les White Sox, Miguel Cabrera devient le deuxième joueur vénézuélien de l'histoire après Andres Galarraga à frapper 300 coups de circuit dans les Ligues majeures[18].
- 23 juillet : Les Tigers échangent le lanceur droitier Jacob Turner, le lanceur gaucher Brian Flynn et le receveur Rob Brantly aux Marlins de Miami contre le lanceur Aníbal Sánchez et le joueur de deuxième but Omar Infante[19].

### Septembre
- 4 septembre : Miguel Cabrera est nommé joueur par excellence du mois d'août dans la Ligue américaine, devenant le deuxième joueur des Tigers avec Alan Trammell à recevoir la distinction plus d'une fois[20].
- 27 septembre : Contre les Royals de Kansas City à Détroit, le lanceur droitier des Tigers, Doug Fister, établit un nouveau record de franchise et un nouveau record de la Ligue américaine en retirant 9 frappeurs de suite sur des prises[21].

### Octobre
1er octobre : Les Tigers distancent définitivement les White Sox de Chicago et remportent le championnat de la division Centrale de la Ligue américaine pour la deuxième année de suite, une première pour la franchise depuis 1934-1935.

### Classement
| Ligue américaine (Division Centrale) | V  | D  | %    | Diff. |
| ------------------------------------ | -- | -- | ---- | ----- |
| Tigers de Détroit                    | 88 | 74 | ,543 | -     |
| White Sox de Chicago                 | 85 | 77 | ,525 | 3     |
| Royals de Kansas City                | 72 | 90 | ,444 | 16    |
| Indians de Cleveland                 | 68 | 94 | ,420 | 20    |
| Twins du Minnesota                   | 66 | 96 | ,407 | 22    |

## Affiliations en ligues mineures
| Niveau            | Équipe                  | Ligue                    |
| ----------------- | ----------------------- | ------------------------ |
| AAA               | Toledo Mud Hens         | Ligue internationale     |
| AA                | Erie SeaWolves          | Eastern League           |
| A-Advanced        | Lakeland Flying Tigers  | Florida State League     |
| A                 | West Michigan Whitecaps | Midwest League           |
| A (saison courte) | Connecticut Tigers      | New York-Penn League     |
| Ligue des recrues | GCL Tigers              | Gulf Coast League        |
| Ligue des recrues | DSL Tigers              | Dominican Summer League  |
| Ligue des recrues | VSL Tigers              | Venezuelan Summer League |